# Nesset
Nesset là một đô thị (municipality) của hạt Møre og Romsdal, Na Uy. Đô thị này đã được lập ngày 1 tháng 1 năm 1838. Eresfjord og Vistdal đã được tách khỏi Nesset ngày 1 tháng 1 năm 1890 nhưng lại được nhập vào Nesset ngày 1 tháng 1 năm 1964. Tên đô thị này được đặt theo tên một nông trại Nesset ("Nødesetter" 1520). Mardalsfossen, một trong những thác nước cao nhất Na Uy là một địa điểm thu hút khách ở khu vực này.